# چاپارخانه
چاپارخانه از ساختمان‌های مهمِ میان‌راهی بوده که عملکرد اصلی آن برای استراحت چاپارهای دولتی و تعویض اسب‌های خسته با اسب‌های تازه‌نفس بوده‌است و به خدمات پستی در زمان هخامنشیان اشاره دارد. چاپارها، نامه و دستورهای دولتی را از مرکز به ایالات و برعکس انتقال می‌دادند. این سیستم توسط کوروش بنیان نهاده شد و متعاقباً در زمان داریوش اول پادشاه مقتدر امپراتوری هخامنشی توسعه یافت.
هر چاپارخانه یک ایستگاه بوده که عمدتاً در امتداد راه شاهی، یک بزرگراه باستانی با طول ۲۵۰۰ کیلومتر، که از سارد به شوش کشیده بود، بسیاری از شهرهای اصلی امپراتوری را به هم وصل می‌کرد. در زمان داریوش جاده‌های بسیاری نوسازی شد و محل‌هایی به‌وجود آمد که یکی از آن‌ها چاپارخانه‌ها بود. 
از جمله چاپارخانه‌های به جای مانده درمسیر کرمان-ری، چاپارخانه میبد است که قدمت آن به دوره قاجار برمیگردد.

## هخامنشیان

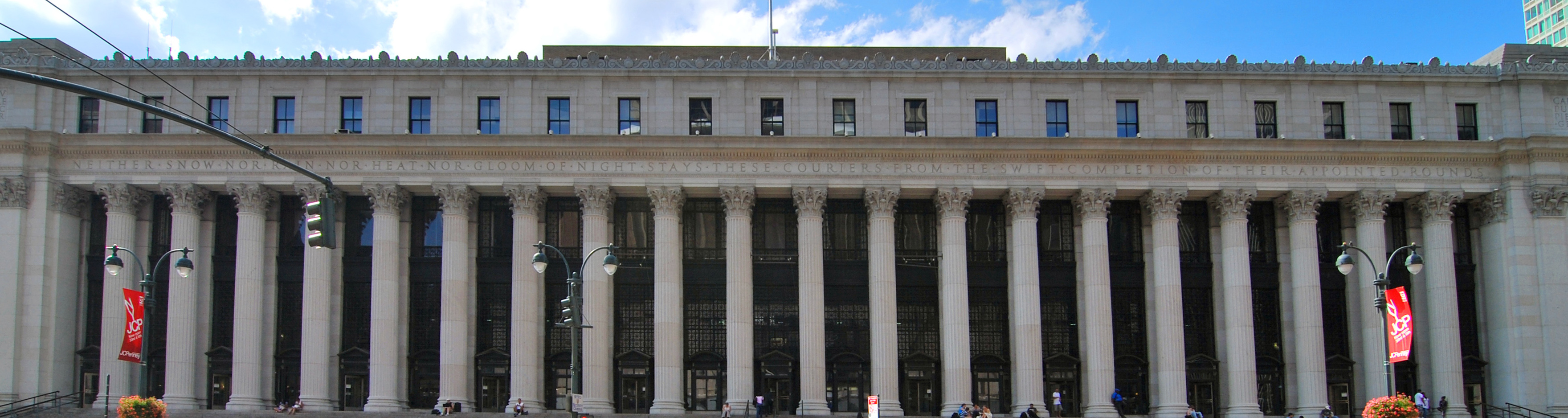
شعار خدمات پستی ایالات متحده آمریکا، «نه برف نه باران نه تاریکی شب نمی‌تواند چاپارها را از انجام سریع مأموریتشان بازدارد.»

هرودت در سال ۴۴۰ قبل از میلاد می‌نویسد:
«نه برف، نه باران، نه گرما، نه تاریکی شب نمی‌تواند این پیک‌ها را از انجام تند و تیز وظیفه‌شان بازدارد. چاپار اولی به سرعت پیام را به دومی می‌رساند و دومی به سومی و به این ترتیب پیام بین چاپارها دست به دست می‌شود تا به مقصد برسد، مثل مشعل المپیک که یونانی‌ها آن را دست‌به‌دست می‌کنند تا به معبد هفائستوس تقدیم کنند. پارسیان این گونه دواندن اسب را آگ گاروی(یونانی: Ἀγγαρήιον) می‌خوانند.»— کتاب ۸، بند ۹۸
عبارت «نه برف نه باران نه تاریکی شب نمی‌تواند چاپارها را از انجام سریع مأموریتشان بازدارد» که بر سر در بسیاری از ادارات پست آمریکا از جمله اداره پست نیویورک حکاکی شده و شعار غیررسمی سامانه پست آمریکا به‌شمار می‌رود اشاره به این نوشتهٔ هرودوت دارد.
هرودت همچنین در مورد سرعت حرکت چاپارها می‌گوید: «نمیتوان تصور کرد جنبنده‌ای سریعتر حرکت کند.»
گزنفون تأسیس چاپارخانه‌ها را به کوروش بزرگ نسبت می‌دهد. به گفتهٔ او برای تعیین مسافت چاپارخانه‌ها از یکدیگر مسافت طی‌شده توسط یک اسب در روز بدون آنکه خسته شود را محاسبه می‌کردند و آن را میزان قرار می‌دادند.

## ساسانیان
در دوران ساسانیان چاپارخانه‌ها سازمان یافته و به مأموران آن «دیوان بارث» یا «دیوان برید» گفته می‌شد. این تشکیلات پستی تنها امور دیوانی را انجام می‌داد و مردم عادی حق استفاده از آن را نداشته‌اند. به نوشتهٔ آرتور کریستنسن در کتاب ایران در زمان ساسانیان:
در دوره ساسانیان تجارت خشکی در جاده‌های کاروان‌رو صورت می‌گرفت شاهراه بزرگ کشور از تیسفون در کنار دجله که پایتخت بود شروع می‌شد و از حلوان و کنگاور به همدان می‌رسید. در همدان راه‌های مختلفی منشعب می‌شد یکی به سمت جنوب که از خوزستان و فارس گذشته به خلیج فارس می‌پیوست راه دیگری از همدان به ری می‌رفت و از آنجا کوهستان را بریده از گیلان به بحر خزر منتهی می‌شد یا از راه خراسان و دره کابل به هندوستان اتصال می‌یافت و همچنین راه‌هایی هم از ترکستان به سوی چین می‌رفت که محل عبور کاروان‌های ابریشم بود. ایرانیان ابریشم خام چین را از این راه به کشور خود وارد می‌کردند و پس از بافتن پارچه‌های ابریشمی زربفت آن را به سایر ممالک به‌ویژه کشورهای مغرب زمین و روم می‌فروختند. ایستگاه‌های تعویض اسب یا همان چاپارخانه‌ها در زمان ساسانیان مانند دوره هخامنشی در کلیه راه‌های کشور دایر بود و متناسب با اهمیت و موقعیت هر ایستگاه، در آن تعدادی اسب و پیک نامه‌بر وجود داشت. چاپارخانه‌های ساسانی در مناطق کوهستانی از قاصد پیاده و در راه‌های دور و صحرا از شتر برای نامه‌ها و احکام دولتی استفاده می‌کردند.— 

## دوران اسلامی
به نوشتهٔ آرتور کریستنسن: «خلفای مسلمان تشکیلات چاپارخانه را به‌صورتی از ایران تقلید کردند که چندان با تشکیلات عهد هخامنشی که در کتب مورخان یونانی ضبط است، تفاوتی نداشت.»
در زمان حکومت سلاطین مسلمان دهلی در هند سازمانی به عنوان «برید» که حاکم اعلی آن «برید ممالک» نام داشت وجود داشت. وظایف آن سازمان عیناً شبیه وظایف تشکیلات چاپارخانه ساسانی بود. به‌وسیلهٔ آن سازمان پست دولتی از پایتخت به نقاط مختلف مملکت و بالعکس در مدتی کوتاه فرستاده می‌شد.

## چاپار
به اسب‌سواری که آمادهٔ بردن نامه بود و در چاپارخانه جای داشت، چاپار گفته می‌شد.